# Irena Majcen
Irena Majcen, née le 2 mars 1958, est une femme politique Slovène. Elle est ministre de l'Environnement et de l'Aménagement du territoire depuis le 18 septembre 2014.